# Mastwijk
Mastwijk is een buurtschap en een polder in de gemeente Montfoort in de Nederlandse provincie Utrecht. De bebouwing ligt verspreid langs de Mastwijkerdijk. De polder Mastwijk is rond 1200 ontgonnen, waarbij de Mastwijkerdijk als basis is gebruikt. Mastwijk maakte deel uit van het gerecht en de latere gemeente Linschoten.

## Trivia
- In Mastwijk bevindt zich een ophaalbrug uit 1920 met een bijbehorende brugwachterswoning.
- Oorspronkelijk stond in mastwijk het versterkte huis Schurenburg dat in de achttiende eeuw werd afgebroken.